# کتابخانه مرحوم ابوالقاسم هرندی کرمان
کتابخانه مرحوم هرندی، کتابخانه ای عمومی در شهر کرمان است که توسط مرحوم ابوالقاسم هرندی، در سال ۱۳۵۰ و در مجاورت مسجد جامع کرمان، وقف آستان قدس رضوی گردیده است.